# Kerk van Tirns
De kerk van Tirns is een kerkgebouw in Tirns, gemeente Súdwest-Fryslân, in de Nederlandse provincie Friesland.

## Beschrijving
De hervormde kerk uit 1699 verving een oudere kerk die gewijd was aan de heilige Lambertus. De driezijdig gesloten zaalkerk werd gebouwd door Oeds Yges in opdracht van grietman Burmania. De westgevel en de geveltoren met opengewerkt achtkant en koepeldak dateren uit 1827. Het kerkgebouw is een rijksmonument.
De preekstoel (1699) werd vervaardigd door Syte Eeblis en Johannes Jans. Op de kuip is het familiewapen van de grietman afgebeeld. Het doophek, een herenbank, een overhuifde herenbank en twee familiebanken werden vervaardigd door Syte Eeblis en Paulus Johans. Het orgel uit 1909 werd gebouwd door Bakker & Timmenga en werd in 1999 in de kerk geplaatst. Het is afkomstig uit de gereformeerde kerk van Oppenhuizen.

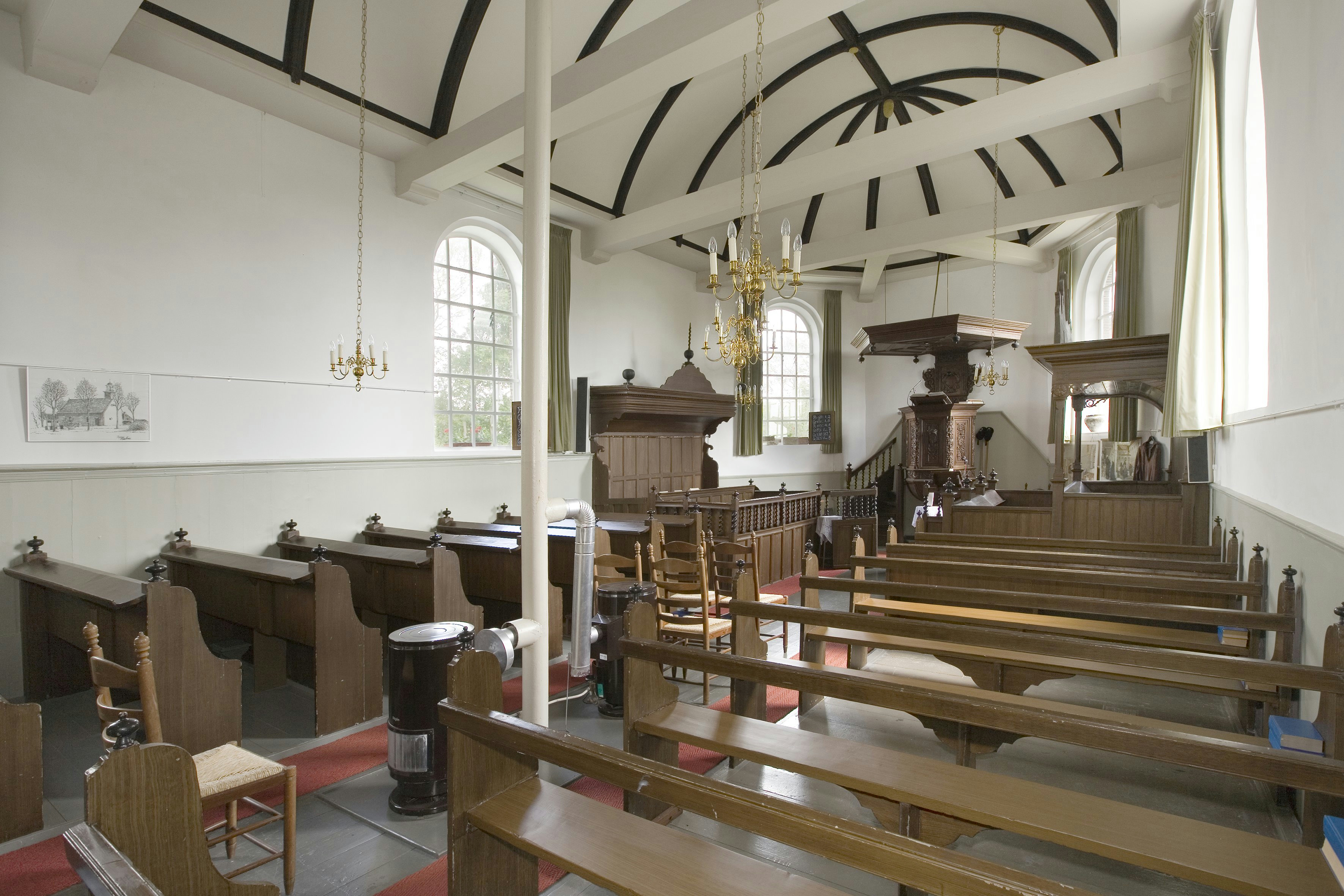
Interieur met preekstoel
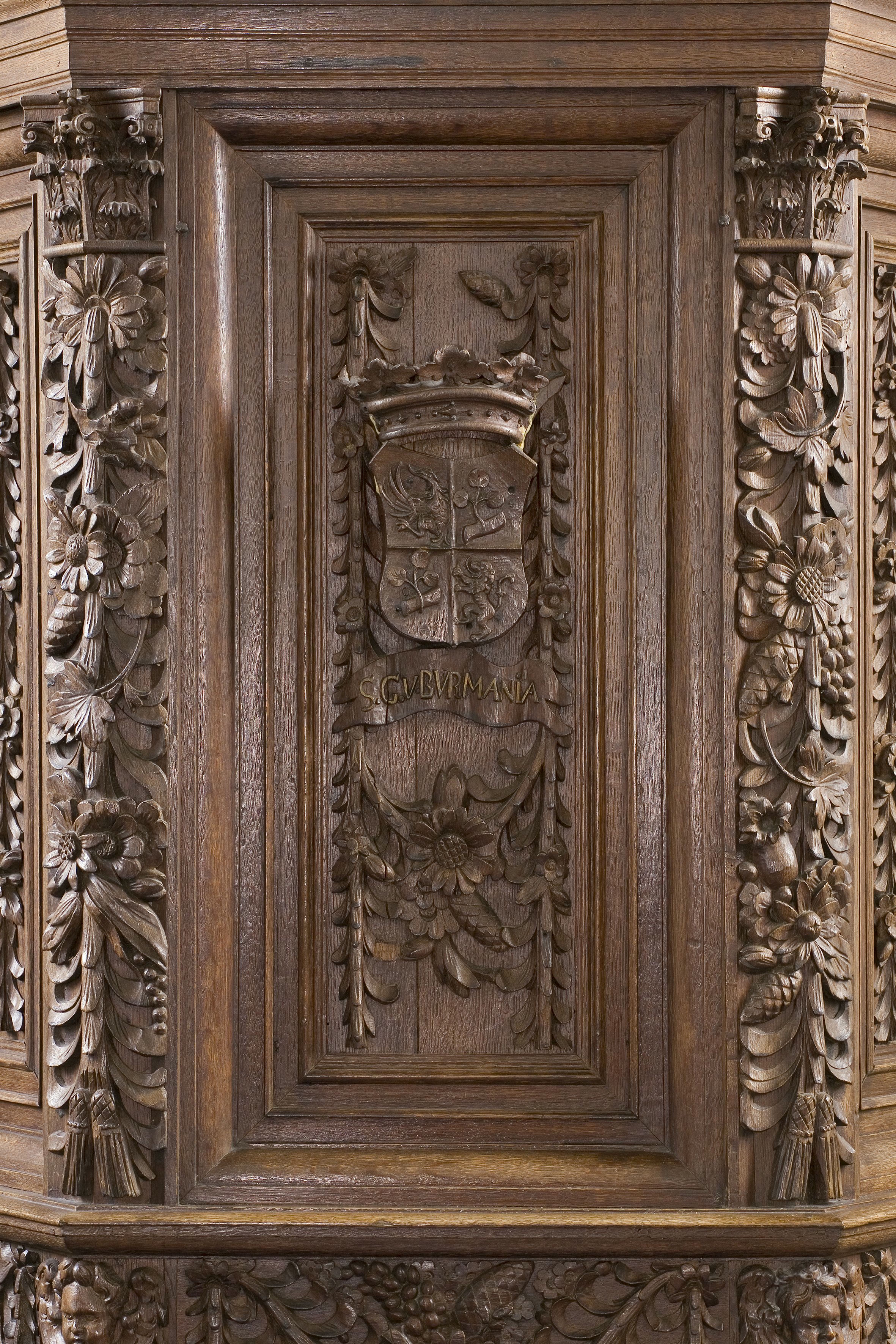
Preekstoel met familiewapen